# Pereval Omar
Pereval Omar (armeniska: Omari Lerrnants’k’, Ումարի Լեռնանցք) är ett bergspass i Azerbajdzjan.   Det ligger i distriktet Kəlbəcər Rayonu, i den västra delen av landet, 300 km väster om huvudstaden Baku. Pereval Omar ligger 3 251 meter över havet.
Terrängen runt Pereval Omar är kuperad åt nordost, men åt sydväst är den bergig. Pereval Omar ligger uppe på en höjd som går i öst-västlig riktning. Runt Pereval Omar är det ganska glesbefolkat, med 32 invånare per kvadratkilometer.. Närmaste större samhälle är Toğanalı, 14,3 km norr om Pereval Omar. 
Trakten runt Pereval Omar består i huvudsak av gräsmarker.